# Сумбаванга
Сумбаванга — місто на південному заході Танзанії, адміністративний центр регіону Руква.

## Географія
Місто знаходиться в південній частині області, на захід від озера Руква, на відстані приблизно 845 кілометрів на захід-південно-захід (WSW) від колишньої столиці країни Дар-ес-Салама. Абсолютна висота — 1 768 метрів над рівнем моря.

### Клімат
Місто знаходиться у зоні, котра характеризується кліматом тропічних саван. Найтепліший місяць — жовтень із середньою температурою 19.8 °C (67.6 °F). Найхолодніший місяць — липень, із середньою температурою 15.7 °С (60.3 °F).
| Клімат Сумбаванги       | Клімат Сумбаванги | Клімат Сумбаванги | Клімат Сумбаванги | Клімат Сумбаванги | Клімат Сумбаванги | Клімат Сумбаванги | Клімат Сумбаванги | Клімат Сумбаванги | Клімат Сумбаванги | Клімат Сумбаванги | Клімат Сумбаванги | Клімат Сумбаванги | Клімат Сумбаванги |
| Показник                | Січ.              | Лют.              | Бер.              | Квіт.             | Трав.             | Черв.             | Лип.              | Серп.             | Вер.              | Жовт.             | Лист.             | Груд.             | Рік               |
| Середня температура, °C | 17,9              | 18,1              | 18,4              | 18,2              | 17,3              | 15,9              | 15,7              | 17,2              | 18,9              | 19,8              | 18,9              | 18                | 17,9              |
| Норма опадів, мм        | 185.5             | 178.5             | 167.7             | 98.9              | 19.4              | 7.6               | 0.6               | 2.2               | 5.6               | 24.9              | 113.6             | 187.7             | 992.2             |
| Днів з опадами          | 21,9              | 19,8              | 21,6              | 15,6              | 3,9               | 0,6               | 0,7               | 0,7               | 1,2               | 5,6               | 15,3              | 23,6              | 130,5             |
| Вологість повітря, %    | 79.8              | 79.7              | 80                | 79.6              | 74                | 67.6              | 62                | 56.1              | 51.8              | 54.7              | 66.6              | 77.5              | 69.1              |
| ----------------------- | ----------------- | ----------------- | ----------------- | ----------------- | ----------------- | ----------------- | ----------------- | ----------------- | ----------------- | ----------------- | ----------------- | ----------------- | ----------------- |
| Джерело: Weatherbase    |                   |                   |                   |                   |                   |                   |                   |                   |                   |                   |                   |                   |                   |

## Населення
| 1978   | 1988   | 2002   | 2012    |
| ------ | ------ | ------ | ------- |
| 28 586 | 47 878 | 75 816 | 101 407 |

## Економіка
Основу економіки міста складає сільськогосподарське виробництво. Промисловість розвинена слабо.

## Транспорт
На схід від міста розташований невеликий однойменний аеропорт (ICAO: HTSU, IATA: SUT).